# Heschatroxus
Heschatroxus là một chi bọ cánh cứng trong họ 
Elateridae.
Chi này được miêu tả khoa học năm 1865 bởi Candèze.

## Các loài
Các loài trong chi này gồm:
- Heschatroxus anticus (Schwarz, 1902)
- Heschatroxus holosericeus Candèze, 1865
- Heschatroxus longicollis Schwarz, 1901
- Heschatroxus mucronatus Van Zwaluwenburg, 1963
- Heschatroxus rossi Van Zwaluwenburg, 1952